# Papyrus 72
Papyrus 72 (nach Gregory-Aland mit Sigel {\displaystyle {\mathfrak {P}}}72 bezeichnet) ist eine andere Bezeichnung für Papyrus Bodmer VII–IX. Es ist eine frühe Papyrushandschrift des Neuen Testaments. Es enthält den vollständigen Text des 1. Petrusbriefes, 2. Petrusbriefes und des Judasbriefes. Mittels Paläographie wurde es auf das 3. oder 4. Jahrhundert datiert.

## Beschreibung
Es ist das älteste bekannte Manuskript dieser Briefe, obwohl einige Verse von Judas im Fragment {\displaystyle {\mathfrak {P}}}78 (P. Oxy. 2684) enthalten sind.
Das Dokument enthält auch die Geburt der Maria, die apokryphe Korrespondenz des 3. Korintherbriefes, die elfte der Oden Salomos, Melitos Homilie über das Passah, das Fragment einer Hymne, die Apologie des Phileas sowie Psalm 33 und 34. Es wurde auf 72 Blättern (14,5 × 16 cm) mit 16–20 Zeilen je Seite in dokumentarischer Handschrift geschrieben.
Die Nomina sacra sind mit Abkürzungen geschrieben. 

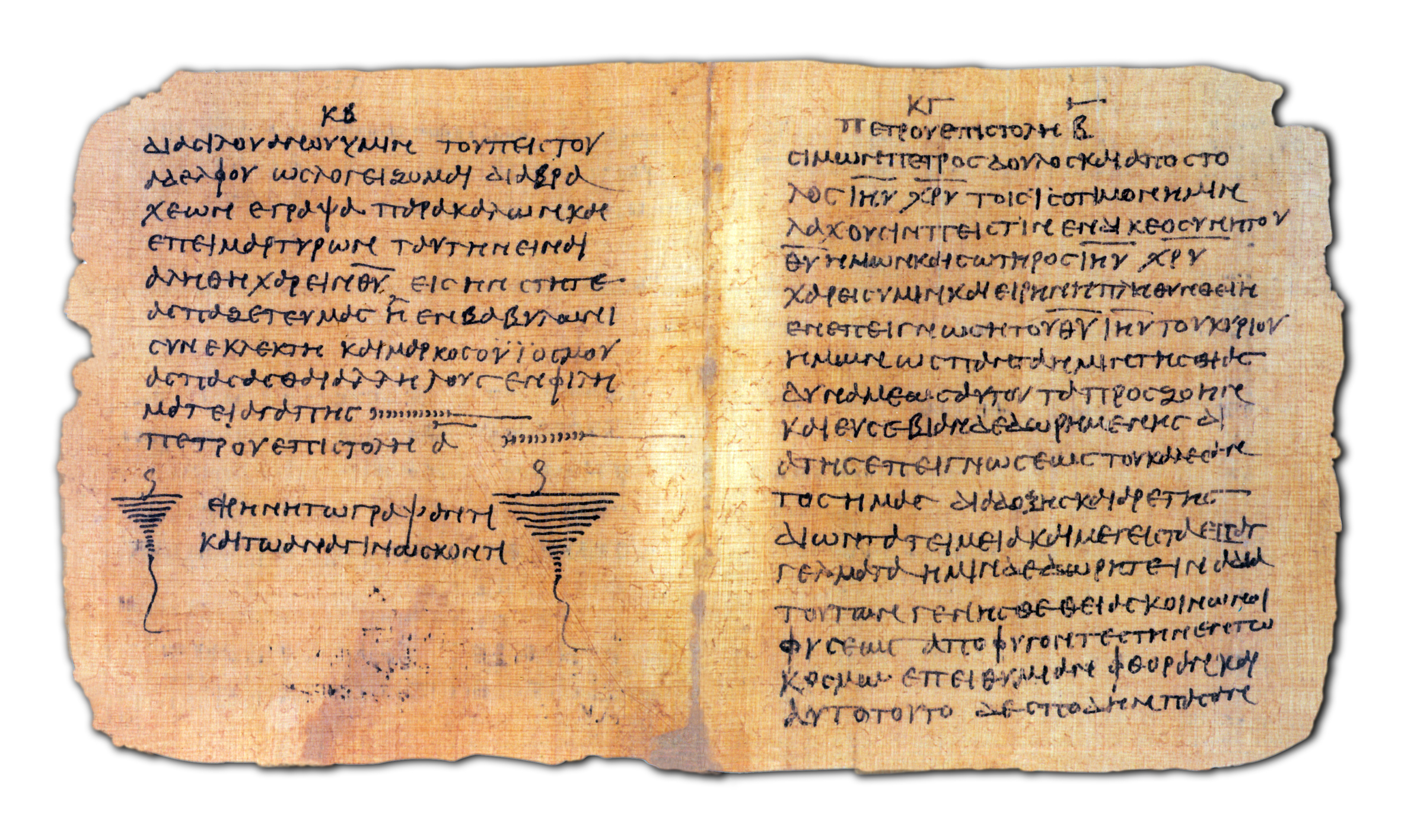
Papyrus Bodmer VIII

## Text
Der griechische Text des Kodex repräsentiert den Alexandrinischen Texttyp. Gemäß Aland handelt es sich in 1. und 2. Petrus um einen normalen Text, in Judas um einen freien Text und beide mit gewissen Besonderheiten. Aland ordnete ihn in Kategorie I ein. Er ist nahe am Codex Vaticanus und Codex Alexandrinus.
Ein Teil des Manuskripts wird zurzeit in der Bibliotheca Bodmeriana in Cologny bei Genf aufbewahrt, ein anderer Teil in der Vatikanischen Bibliothek in Rom.